# Анестезија глежња
Анестезија глежња један је од облика регионалне анестезије, која се све више употребљава, у лечењу повреда ове локализације (које спадају у групу чешћих), уклањању страног тела, па чак и у оперативним захватима на самом стопалу. Потреба за обезбеђивањем регионалног блока, у области лезијом погођених анатомских структура зглобова глежња мора бити правовремена, како би се избегао непотребан бол код пацијента. У многим околностима, регионална анестезија у односу на локалну је пожељнија јер спречава изобличење анатомских структура која се обично јављају у локалној анестезији.
Иако је регионална анестезија зглобова често изазов за даваоца због компликоване инервације и различитих локација живаца око зглоба, ипак се адекватном регионалном анестезијом пацијентима може понудити олакшање од често болних повреда, све док се сложена анатомија зглоба глежња потпуно не испита и санира.

## Анатомија
Стопало инервише пет главних живаца који потичу од коренова нерава доњих екстремитета.
- Дорзалну страну стопала инервишу три нерва која се пружају дуж предње стране потколенице и глежња - површни перонеални, дубоки перонеални и нервус сафенус.
- Воларну страну стопала инервише задњи тибијални.
- Постеро-латерални део глежња инервише сурални.

Имајући у виду овакав вид инервације, комплетна регионална анестезија стопала захтева блок анестецију сваког од наведених 5 живаца.

## Општа разматрања
Анестезија зглоба глежња је у суштини блок четири завршне гране ишијадичког нерва (дубоке и површне перонеалне, тибијалне и суралне гране) и једне кожне гране феморалног нерва (n. saphenous).
Анестезија зглоба глежња је једноставна за извођење, и у суштини је без системских компликација и веома ефикасна за широк спектар процедура на стопалима и прстима ноге. Из тог разлога, ова техника треба да буде у понуди сваког анестезиолога. Најчешће се користи у педиатријској хирургији и дебљим ногама или прстима или код ампутација.
Убризгавање анестетика треба обавити под стерилним условима, након што се на месту убода површина коже очисти јодом или хлорхексидином. Величина шприца варира у зависности од количине датог анестетика (имајући у виду максималне дозе). Сва убризгавања треба обавити са најмањом могућом иглом, како би на месту убода бол био најмањи. Игла број 25 је довољно мала, јер не изазива већу трауму на кожи и одличан је избор за примену у овој врсти анестезије.

## Индикације
У најчешће индикације спадају;
- операције на глежњу стопалу и прстима
- купирање бола након повреде
- репозиција ишчашења зглобова стопала

## Анестетици и дозе

### Лидокаин
Најчешће коришћени субкутани анестетик кратког деловања је лидокаин, који се може дати као 1% или 2% раствор. У циљу изазивања вазоконстрикције, продужавања дејства анестезије и смањења крварења у 1% и 2% раствор лидокаина може се додати епинефрин (1 : 1.000).
Карактеристике
- Време између ињекције и почетка анестезије, са лидокаином је око 60-90 секунди,
- Ефекти лидокаина обично трају 20-30 минута (или до 2 сата ако се помеша са епинефрином).
- Максимална доза лидокаина за одрасле је 300 мг (3-4 мг / кг код деце),
- Када се помеша са епинефрином, максимална доза лека је 500 мг (7 мг / кг код деце).

### Бупивакаин
Бупивакаин у концентрацији 0,25% или 0,5% (Маркаине®, Сензоркаин®) је уобичајени локални анестетик са дугим дејством.
Карактеристике
- Време између ињекције и почетка анестезије, отприлике је 10-20 минута,
- Ефекти овог анестетика ако се сам примени трају 4-6 часа, а до 8 сати када се помеша са епинефрином.
- Максимална доза бупивакаина је код одраслих 175 мг (2 мг / кг код деце), али се може повећати на 225 мг (3 мг / кг код деце)

## Мешавина лидокина и бупивакаина
Када се помешају са епинефрином. 50/50 или 25/75 мешавине лидокаина и бупивакаина су оптимални анестетик за одређену анестезију глежња, јер пружајући скоро тренутно смањење болова у односу на анестетике са кратким дејством, и обезбеђују до 8 сати анестезије, што је знатно дуже од појединачних лекова са дуготрајним деловањем.
Максимално дозе најчешћих локалних анестетика са кратким и дуготрајним дејством
| Лек                       | Одрасли | деца        |
| ------------------------- | ------- | ----------- |
| Лидокаин                  | 300 мг  | 3-4 мг / кг |
| Лидокаин са епинефрином   | 500 мг  | 7 мг / кг   |
| Бупивакаин                | 175 мг  | 2 мг / кг   |
| Бупивакаин са епинефрином | 225 мг  | 3 мг / кг   |

## Контраиндикације
Постоји врло мало контраиндикација за локалну или регионалну анестезију зглоба глежња, у које спадају:
- преостељивост на лек,
- убризгавање локалног анестетика у заражено ткиво,
- убризгавање анестетска помешаних са вазоконстрикторима (као што је епинефрин) зог тога што се регионална анестезија примењује на одређеној удаљености од места ране, и зато што епинефрин треба употребљавати са великим опрезом у дисталним деловима екстремитета.